# Agrilus imasakai
Agrilus imasakai es una especie de insecto del género Agrilus, familia Buprestidae, orden Coleoptera.
Fue descrita científicamente por Tôyama, 1985.